# Capo di Ponte
Capo di Ponte är en ort och kommun i provinsen Brescia i regionen Lombardiet i Italien. Kommunen hade 2 448 invånare (2018).